# Lelio Giannetto
Lelio Giannetto (Palermo, 22 agosto 1961 – Palermo, 19 dicembre 2020) è stato un contrabbassista italiano.

## Biografia
Musicista autodidatta attivo sulla scena jazzistica sin dagli anni '80. Si trasferisce a Bologna e costituisce, il collettivo Basse Sfere per la promozione e la divulgazione delle musiche innovative. In quel periodo partecipa a festival internazionali collaborando con musicisti del calibro di Fred Frith, Lawrence Butch Morris. Approfondisce la conoscenza della letteratura e la tecnica classica, applicata al suo strumento, studiando presso il Conservatorio Arrigo Boito di Parma, suonando con l'Orchestra Sinfonica di Parma con cui realizza alcune tournée in Baviera e in Svizzera.
Tornato nel 1994 a Palermo, si diploma in contrabbasso presso il Liceo Musicale di Catania e inizia ad interessarsi di musica contemporanea eseguendo composizioni di autori quali John Cage e Luciano Berio, o anche di compositori siciliani come Giuseppe Gagliano. Collabora con lo Zephyr ensemble di Palermo per esecuzioni di opere contemporanee; con L’Orchestra Barocca Les Elements; con il Dipartimento di Musica Antica del Conservatorio Vincenzo Bellini.
Dal 1999 dirige Il suono dei Soli - rassegna di musica contemporanea di scrittura. Dal 2001 realizza le stagioni La Musica Attraversa/o I Suoni e Curva Minore Contemporary Sounds, giunte alla XXIII edizione. Con queste attività ha creato un ponte con scuole e università di Palermo. Nel 2002 partecipa al progetto EIE - European Improvising Ensemble per l’esecuzione di Treatise di Cornelius Cardew, prodotto dal GRIM di Marsiglia, unico rappresentante italiano.
Collabora con la Fondazione Teatro Massimo di Palermo per eventi dedicati alle musiche innovative. Nel 2003 è direttore artistico della rassegna Nuove Tracce - tra composizione e improvvisazione. Dal 2004 sviluppa progetti sul tema del paesaggio sonoro. 
Nel 2013 fonda la Sicilian Improvisers Orchestra, con cui collabora con il musicista Barre Phillips.
Ha partecipato a diverse trasmissioni radiofoniche RAI con Adriano Mazzoletti.

### Musica per il teatro e la danza
Ha realizzato musiche per il teatro lavorando insieme ai registi: Giorgio Barberio Corsetti, Federico Tiezzi, Massimo Verdastro, Beatrice Monroy e per la danza con Virgilio Sieni. Insieme al regista Salvo Cuccia, e al compositore e musicista elettronico californiano Bob Ostertag, ha realizzato Hortofonia, una performance multimediale.

### Curva Minore
Fondatore presidente e direttore artistico di Curva Minoreassociazione per la musica contemporanea, che dal 1997 al 2000 organizza una serie di manifestazioni culturali tra cui: il festival Curva minore / pratiche inusuali del fare musica, Dreamin' California / incontri musicali di confine - con un incontro tra improvvisatori siciliani e musicisti della scena musicale californiana. Nel 2010 viene pubblicato il volume Curva Minore Contemporary Sounds 1997-2007.

## Attività didattica
Ha condotto seminari e lezioni presso:  
- Istituto di Storia della Musica dell'Università di Palermo
- Teatro Massimo (cicli di conferenze su Bizet, Mozart, Verdi)
- Scuole secondarie della Sicilia
- Conservatorio V. Bellini di Palermo

Nel 2017, in Messico, tiene una master class presso l’Università di Città del Messico con oltre 300 allievi.